# Nocturne (película de 2020)
Nocturno es una película de drama y terror estadounidense, escrita y dirigida por Zu Quirke en su debut como directora. Está protagonizada por Sydney Sweeney, Madison Iseman, Jacques Colimon e Ivan Shaw. Jason Blum se desempeña como productor bajo su bandera Blumhouse Productions.
Fue lanzado el 13 de octubre de 2020 por Amazon Studios.

## Sinopsis
En una academia de artes de élite, una tímida estudiante de música comienza a eclipsar a su gemela más talentosa cuando descubre un cuaderno de un compañero fallecido.

## Elenco
- Sydney Sweeney como Juliet
- Madison Iseman como Vivian
- Jacques Colimon como
- Ivan Shaw como